# Ein Granatapfelhaus

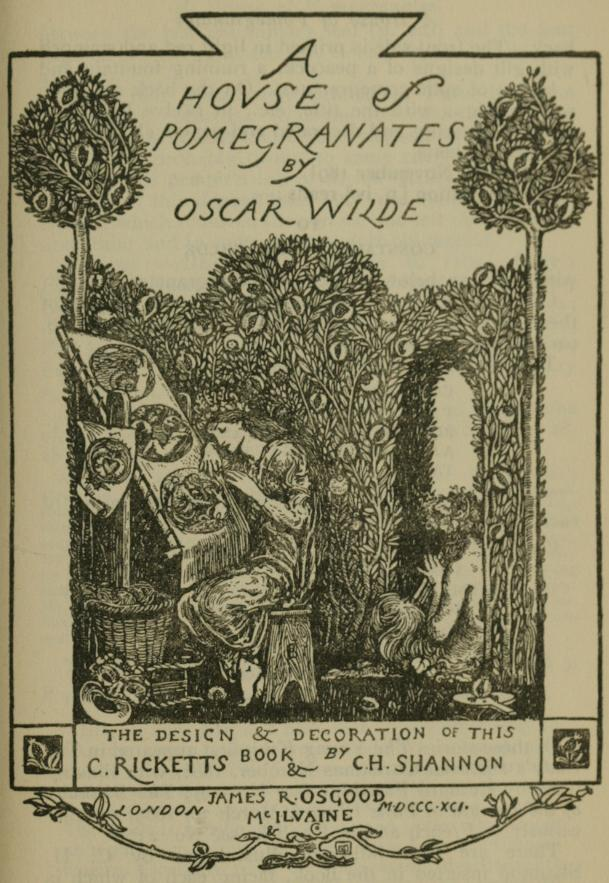
Illustration in der Erstausgabe

Ein Granatapfelhaus (engl. Originaltitel A House of Pomegranates) ist eine im Jahre 1891 erschienene Sammlung von Kunstmärchen des irischen Schriftstellers Oscar Wilde. Es ist seine zweite Märchensammlung nach Der glückliche Prinz und andere Märchen (1888). Die Erstausgabe erschien im Londoner Verlag Osgood McIlvaine und enthielt Illustrationen von Charles Ricketts und Charles Shannon. Die Erzählungen handeln von Liebe, jugendlicher Schönheit, Mitgefühl und Leiden.

## Inhalt
Ein Granatapfelhaus umfasst vier Märchen.

### Der junge König
Der junge König (engl. The Young King) handelt von einem jungen Mann, der als illegitimer Sohn einer Königstochter bis zu seinem 16. Lebensjahr in Armut unter Ziegenhirten aufwuchs. Nach dem Tod des Königs wird er als einziger Erbe gefunden und in den Königspalast gebracht. Der junge König ist fasziniert von seinem prächtigen neuen Heim und liebt Kostbarkeiten. Er hat sogar für seine Krönung die Erstellung einer neuen Krone, eines Zepters und einer Robe in Auftrag gegeben. Kurz vor der Krönung hat der junge König nachts drei Albträume, die ihm zeigen, woher seine Krone, Zepter und Robe stammen. Er lernt im Traum, dass diese Gegenstände nur mit der Hilfe von Ausbeutung, Sklaven- und Kinderarbeit entstehen und sogar Menschen wegen seiner Gier nach schönen Kostbarkeiten sterben müssen.
Am Krönungstag weigert sich der junge König, die kostbare Kleidung anzulegen, die ihm gebracht wird, und zieht stattdessen seine alte, zerschlissene Hirtenkleidung an. Statt einer Krone nimmt er einen Zweig aus wilden Rosen, den er sich zum Reif flechtet, und er nimmt seinen Schäferstab statt eines Zepters. Auf seinem Weg zur Krönungszeremonie in der Kathedrale wird er von den Adligen getadelt, weil er Schande über ihren Stand bringe, und das einfache Volk murrt, weil er sie arbeitslos mache, wenn er keine Kostbarkeiten mehr in Auftrag geben will. Der Bischof sagt ihm, dass es töricht von ihm sei, die Leiden der ganzen Welt auf sich nehmen zu wollen.
Als der junge König sich dem Altar in der Kathedrale nähert, um zu beten, sprießen an seinem Schäferstab perlweiße Lilien, an seiner trockenen Dornenkrone erblühen rubinrote Rosen und sein Gewand wird durch die Sonnenstrahlen durch das Buntglasfenster in eine goldene Robe verwandelt. Die Menschen um ihn fallen auf ihre Knie und der Bischof erklärt, ein höheres Wesen habe den jungen König gekrönt. Niemand kann dem jungen König ins Gesicht schauen, denn er hat das Gesicht eines Engels.

### Der Geburtstag der Infantin

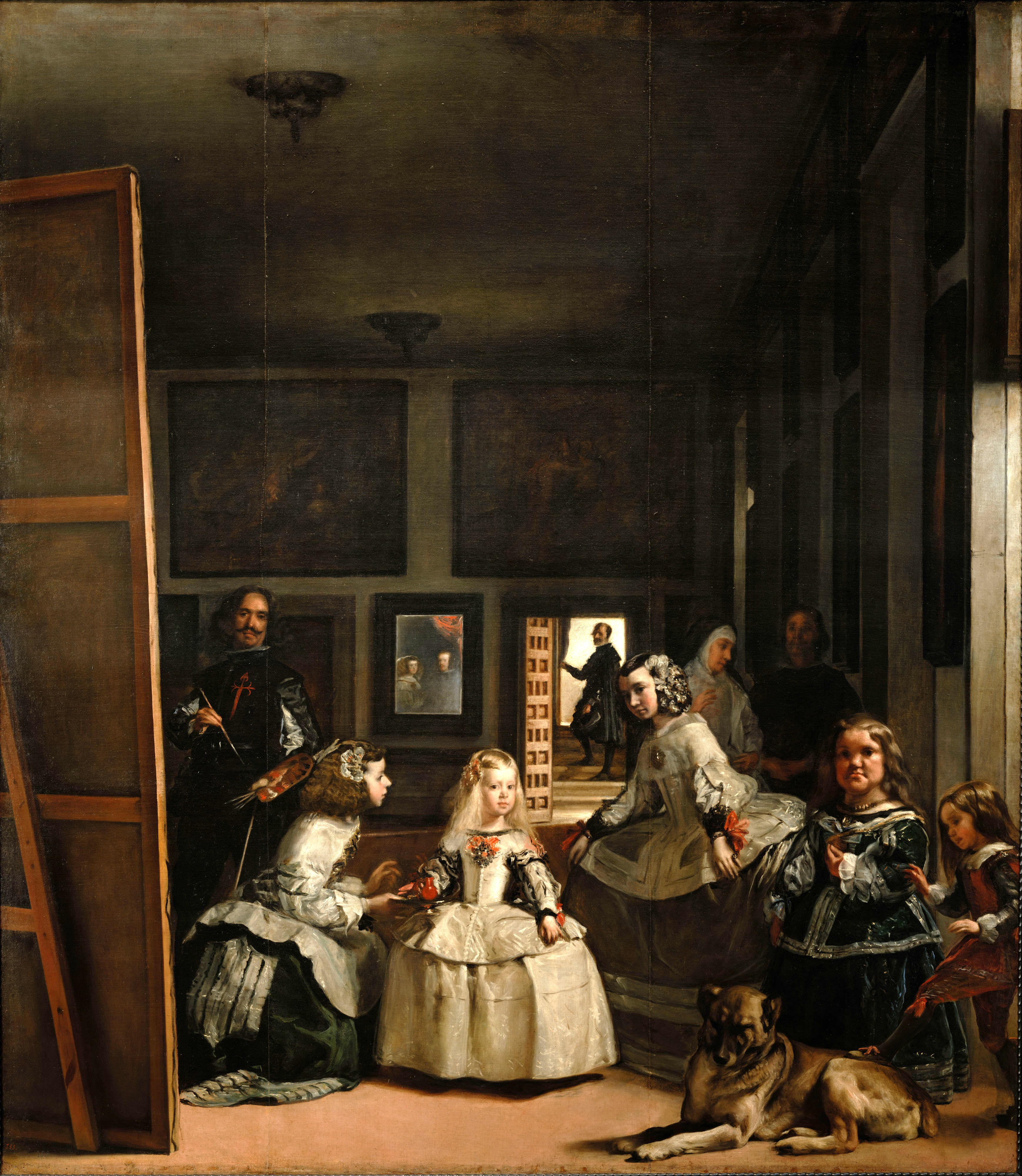
Las Meninas von Diego Velázquez (1656), Museo del Prado, Madrid

Der Geburtstag der Infantin (engl. The Birthday of the Infanta) erzählt von der unerfüllten Liebe eines buckligen Zwerges zu einer schönen spanischen Königstochter, der Infantin. Der Zwerg wird von den Höflingen des spanischen Königs tief im Wald gefunden. Der Vater des buckligen Zwerges verkauft ihn an den Palast, um dort die Königstochter an ihrem zwölften Geburtstag zu unterhalten. Der Leser lernt, dass die Mutter der Infantin schon kurz nach ihrer Geburt gestorben ist und dass der Vater der Infantin, der König, mit seiner Trauer um seine verstorbene Frau so beschäftigt ist, dass er die Erziehung des Kindes seinem Hofstaat überlässt. Die Infantin freut sich über ihre Geburtstagsfeier, weil es die einzige Zeit ist, an der sie gemeinsam mit anderen Kindern spielen darf. Der Zwerg tritt auf der Geburtstagsfeier auf und tanzt für sein Publikum, ohne zu bemerken, dass er eigentlich ausgelacht wird. Die Infantin wirft dem Zwerg eine Rose zu und möchte, dass er nach der Siesta ein zweites Mal auftritt.
Der Zwerg glaubt irrtümlicherweise aufgrund ihrer Reaktion auf seinen Auftritt, dass die Infantin ihn lieben müsse. Während der Siesta geht er im Palast auf die Suche nach ihr und trifft schließlich in einem Raum des Palastes zum ersten Mal in seinem Leben auf einen Spiegel und sieht sich selbst. Durch den Spiegel erkennt er, dass er ein hässlicher Zwerg ist und die Infantin ihn sicher nur ausgelacht hat, als er vor ihr aufgetreten ist. Er fällt schreiend und um sich schlagend zu Boden, wo ihn die Infantin und die anderen Kinder finden. Sie glauben, dass das Schreien und Schlagen des Zwerges ein weiterer Auftritt für sie sei und applaudieren, bis schließlich der Zwerg immer schwächer wird und still liegen bleibt. Ein Bediensteter untersucht den Zwerg und stellt fest, dass der Zwerg wohl an gebrochenem Herzen gestorben sei. Die Infantin verlangt daraufhin, dass in Zukunft alle, die zum Spielen zu ihr kommen, kein Herz haben dürfen.

### Der Fischer und seine Seele
In Der Fischer und seine Seele (engl. The Fisherman and his Soul) findet ein junger Fischer eine Meerjungfrau, verliebt sich in sie und möchte sie heiraten. Dies ist jedoch nicht möglich, denn das Meermädchen kann niemand mit einer Menschenseele lieben. Der Fischer geht zuerst zu einem Priester und dann zu Kaufleuten, um seine Seele loszuwerden, aber erst eine Hexe hilft ihm weiter: Sie sagt ihm, dass seine Seele sein Schatten sei, und gibt ihm ein Messer, mit dem er seinen Schatten losschneiden müsse. Nachdem dem Fischer dies gelungen ist, schickt er seine Seele fort und geht zu seinem Meermädchen ins tiefe Meer.
Die Seele besucht den Fischer jedes Jahr, um ihm zu erzählen, was sie gesehen hat. Sie erzählt von fernen Kulturen im Osten und im Süden. Im ersten Jahr lockt sie ihn mit dem Spiegel der Weisheit, doch nach Meinung des Fischers bedarf die Liebe der Weisheit nicht. Im zweiten Jahr bietet sie ihm unendlichen Reichtum an, den er ebenfalls verschmäht. Im dritten Jahr erzählt die Seele dem Fischer von einer Stadt in der Nähe, wo eine Frau barfuß tanzen soll. Der Fischer willigt schließlich daraufhin ein, sich mit seiner Seele wieder zu vereinen, um die Tänzerin und insbesondere ihre Füße zu sehen. Auf dem Ausflug verlangt die Seele vom Fischer, dass er stehlen, ein Kind schlagen und schließlich den Mann töten und ausrauben soll, bei dem sie zu Gast sind. Der Fischer stellt seine Seele zur Rede, und diese sagt ihm, dass sie ja kein Herz habe. Der Fischer versucht daraufhin, seine Seele wieder loszuschneiden, findet aber heraus, dass dies nicht möglich ist, da er seine Seele nur einmal losschneiden kann.
Der Fischer kehrt zum Meeresufer zurück, wo er eine Unterkunft in der Nähe des Wassers baut, aber er trifft seine Meerjungfrau nie wieder. Die Seele begehrt immer wieder Zugang zu seinem Herzen, das jedoch von Liebe umschlossen ist. Schließlich gewährt der Fischer seiner Seele den Zugang, im gleichen Augenblick jedoch stirbt die Meerjungfrau. Als ihr lebloser Körper ans Ufer gespült wird, nimmt der Fischer sie in seine Arme und ertrinkt in inniger Umarmung mit ihr in den Wellen. Der Priester, der die beiden findet, erklärt sie für verflucht und lässt sie in ungeweihter Erde am Rande eines Feldes begraben. Drei Jahre später findet der Priester Blumen als Schmuck auf dem Altar seiner Kirche und stellt fest, dass sie vom Feldrand stammen, wo der Fischer und seine Meerjungfrau begraben liegen. Am nächsten Tag zieht der Priester aus, um das Meer und alle wilden Geschöpfe zu segnen, aber die Blumen wachsen nie wieder auf dem unfruchtbaren Feld und das Meervolk zieht weiter in einen anderen Teil des Meeres.

### Das Sternenkind
Das Sternenkind (engl. The Star-Child) ist die Geschichte eines schönen aber grausamen Findelkindes, das Freude daran hat, sowohl Tiere als auch Bettler zu quälen. Erst als das Sternenkind in eine hässliche Kreatur verwandelt wird und in der Sklaverei drei Aufgaben lösen muss, lernt es Mitgefühl und Güte gegenüber Menschen und Tieren.
Als das Sternenkind nach seiner dritten Aufgabe die Stadt wieder betritt, wird es wieder in seine alte, schöne Gestalt zurückverwandelt, trifft seine Eltern und wird zum gütigen neuen König. Das Sternenkind stirbt allerdings nach nur drei Jahren Herrschaft, danach folgt ihm ein bösartiger und grausamer Herrscher.

## Textanalyse und Interpretation

Proserpina (mit einem Granatapfel in der Hand), Ölgemälde von Dante Gabriel Rossetti (1874)

### Titel
Der Titel der Märchensammlung Ein Granatapfelhaus spielt auf den Granatapfel und den damit verbundenen Mythos der römischen Göttin Proserpina an, die vom Gott Pluton in sein Reich der Toten, die Unterwelt, entführt wurde. Proserpinas Mutter, die Göttin Ceres, rang Göttervater Jupiter das Versprechen an, dass Proserpina ins Reich der Lebenden zurückkehren könne, wenn sie in der Unterwelt noch keine Nahrung zu sich genommen hat. Pluto steckte Proserpina jedoch vor ihrer Rückkehr zu Ceres einige Granatapfelkerne in den Mund, so dass Proserpina nun dazu verdammt war, ihre Zeit zwischen dem Reich der Lebenden und der Toten aufzuteilen. Jedes Märchen in der Sammlung Ein Granatapfelhaus hat einen Protagonisten, der ähnlich zwischen zwei Welten hin- und hergerissen ist.

### Literarische Gattung
Bei den Erzählungen in Ein Granatapfelhaus handelt es sich um Kunstmärchen. Kunstmärchen greifen häufig Stil, Themen und Elemente von Volksmärchen auf. Wildes Kunstmärchen sind jedoch in Struktur und Sprache komplexer und enden nicht wie Volksmärchen mit einer ausdrücklichen Moral, sondern die Aussage des Märchens muss erschlossen werden. Auch reicherte Wilde seine Märchen mit impliziter Kritik an zeitgenössischer Gier und Konsumismus an.
Kritiker haben immer wieder bemerkt, dass Wildes Märchen nicht als Kinderliteratur geeignet seien (und als solche von ihm auch nicht intendiert waren), denn im Gegensatz zu traditionellen Volksmärchen enden Wildes Erzählungen häufig mit einem düsteren Abschluss statt einem „sie lebten glücklich bis an ihr Ende“: So bleiben Helden unbelohnt, die Infanta verwöhnt und Bösewichte ungestraft. Das Sternenkind wird zwar König, stirbt aber nach drei Jahren Herrschaft bereits, woraufhin, so der letzte Satz der Geschichte, ein übler Herrscher folgt.

### Themen und Stilmittel
Die Erzählungen handeln von Liebe, Schönheit, Mitgefühl und Leiden.

#### Der junge König
Mitgefühl und Leiden sind Themen in Der junge König, in dem der Protagonist, der unter Schäfern aufwuchs, seines Reichtums überdrüssig wird und am Ende zu einer Christus-gleichen Figur stilisiert wird. Die abschließende Verwandlung des jungen Königs in eine Christus-gleiche Figur deutet Wilde zum einen durch biblische Anspielungen an, so z. B. durch die Anspielung an die prophetischen Träume von Josef (Genesis 37, 5–9) und auf Jesus Leidensweg zur Kreuzigung. Zum anderen verwendet Wilde bewusst eine altertümelnde Sprache, die an die King-James-Bibel erinnert, sowie am Ende der Geschichte Vergleiche des jungen Königs mit einem Engel.
Die Geschichte thematisiert auch die Anbetung von Schönheit und die Abkehr davon. Darüber hinaus adressiert Wilde Fragen nach dem Verhältnis zwischen weltlicher Macht auf der einen und spiritueller Verantwortung auf der anderen.

#### Der Geburtstag der Infantin
Der Geburtstag der Infantin erzählt von der unerfüllten Liebe eines buckligen Zwerges zu einer schönen Königstochter, auf deren Geburtstag er zur Unterhaltung auftritt. Der Zwerg stirbt mit gebrochenem Herzen, als er versteht, dass er nicht geliebt wird, sondern nur ein Objekt des Spotts für die Infantin und ihren Hof ist.
Der Geburtstag der Infantin befasst sich mit Fragen nach Schein und Realität sowie dem Kontrast zwischen äußerer Schönheit und innerer Herzlosigkeit. Wilde beschreibt den Anmut und die wunderbare Kleidung und Schmuck der Infantin im Detail und kontrastiert dies mit der Herzlosigkeit, die sie am Ende des Märchens offenbart. Es gibt keine Moral und kein Happy End: Die Infanta bleibt verwöhnt und ihre Herzlosigkeit bleibt am Ende der Geschichte unkommentiert stehen. Wilde stellt mit Der Geburtstag der Infantin ein Schema aus Märchen auf den Kopf, in dem der hässliche Prinz am Ende die hochmütige Prinzessin gewinnt und die Prinzessin für ihren Hochmut bestraft wird, so etwa in Hans Christian Andersens Der Schweinehirte.
Kritiker haben darauf hingewiesen, dass Wilde sich mit seiner Geschichte vermutlich von dem Gemälde Las Meninas (dt. „Die Hoffräulein“) des spanischen Malers Diego Velázquez hat inspirieren lassen. Ähnlich wie in dem Gemälde steht die Infantin im Mittelpunkt, und sowohl im Gemälde als auch in Wildes Märchen wird die Aufmerksamkeit dann auf die Figuren um sie herum gezogen. Während einerseits Wilde die Geschichte um die eigensinnige Infantin beschreibt, gelingt es ihm gleichzeitig, auch Themen wie elterliche Pflichten, Patronage für Künstler und das Verhältnis zwischen Charakter und äußerem Aussehen zu adressieren: Oberflächliche Schönheit kann charakterliche Schwächen verbergen und charakterliche Schönheit kann sich trotz äußerlich abstoßendem Aussehen zeigen.

#### Der Fischer und seine Seele
Der Fischer und seine Seele handelt von der Schönheit als Versuchung und greift Doppelgänger- und Teufelspaktmotive auf: Der Fischer entledigt sich seiner Seele, um unter dem Wasser mit seiner geliebten Meerjungfrau leben zu können.
In Der Fischer und seine Seele fragt Wilde auch nach der Existenz und der Natur einer Seele. Während in vielen theologischen und literarischen Texten es einen klaren Gegensatz gibt zwischen Gut und Böse, Körper und Seele sowie Erlösung und Verdammnis, sind diese Unterscheidungen in Wildes Märchen in Frage gestellt. Die Seele, einmal losgeschnitten vom Körper des Fischers, folgt dem Pfad des Bösen und verführt schließlich auch den Fischer dazu. Auf dem Grab des Fischers und der Meerjungfrau, beide vom Pfarrer verdammt und in ungeweihter Erde begraben, deuten blühende Blumen an, dass diese von Gott doch gesegnet sind.
Wie auch die vorangegangenen Märchen finden sich in Der Fischer und seine Seele vielfältige literarische und kulturelle Anspielungen, so z. B. zur Undine-Legende. In Bezug auf Motive wie die Frage nach einer Seele und dem Personal (eine Meerjungfrau und ein Mensch) erinnert Der Fischer und seine Seele auch an Hans Christian Andersens Märchen Die kleine Meerjungfrau. Wildes Geschichte weicht aber dennoch von Andersens Märchen ab: Während Andersens Meerjungfrau durch die Liebe zu einem Menschen eine Seele erwirbt, bleibt die Meerjungfrau in Wildes Märchen eine Seekreatur, die den Fischer zum Loswerden seiner Seele verführt.

#### Das Sternenkind
Wie Der Geburtstag der Infanta befasst sich Das Sternenkind mit Fragen nach dem Verhältnis zwischen körperlicher und seelischer Schönheit sowie Grausamkeit und Sensibilität. Das Märchen zeichnet den Weg des Sternenkindes von anfänglicher Grausamkeit bei gleichzeitig attraktivem äußerlichen Aussehen, seine Verwandlung in ein hässliches Wesen und seine vielen Prüfungen, die es bestehen muss, bevor das Sternenkind mit seinen Eltern vereint und zum König gekrönt wird. Die Geschichte deutet an, dass die Entwicklung von Mitgefühl früheren Stolz und Hartherzigkeit aufwiegen kann.
Wie in den anderen Märchen Wildes greift Das Sternenkind andere literarische Texte und deren Themen auf, so z. B. das Thema der Hartherzigkeit, das in Hans Christian Andersens Die Schneekönigin eine zentrale Rolle spielt. Der Fund des Sternenkindes als Säugling im Schnee wiederum erinnert an Geschichten aus der irischen Volkstradition über Wechselbälger, die Menschen von Elfen untergeschoben werden, wobei in Das Sternenkind die Hauptperson am Ende das Kind des Königpaars und kein Wechselbalg ist.

## Stellung in der Literaturgeschichte
Oscar Wilde ist ein wichtiger Vertreter des Ästhetizismus, der als literarische Strömung Ende des 19. Jahrhunderts Abstand von der viktorianischen Kultur und Moral nimmt. Wildes Werk umfasst unter anderem den Roman Das Bildnis des Dorian Gray (1891) sowie Dramen wie Lady Windermeres Fächer (1892) und The Importance of Being Earnest (1895).
A House of Pomegranates (1891) war nach Der glückliche Prinz und andere Märchen (1888) der zweite Beitrag Wildes zum Genre des Kunstmärchens. Wilde versuchte mit der Veröffentlichung von A House of Pomegranates, das Genre dezidiert für Erwachsene als Zielpublikum zu öffnen. Damit stellte er sich in die Tradition der französischen Märchen- und Romanschriftstellerin Marie-Catherine d’Aulnoy und ihrer Zeitgenossen im 17. Jahrhundert. Gleichzeitig nahm Wilde auch das Interesse der deutschen Romantik am Genre des Märchens wieder auf und entwickelte es weiter.
Kritiker haben ferner Bezüge von Wildes Kunstmärchen zu europäischen, speziell irischen Volksmärchen hervorgehoben und auch einen Einfluss von Wildes Eltern vermutet. Wildes Eltern, William und Jane Wilde, hatten großes Interesse an irischer und europäischer Kultur. Jane Wilde, eine Dichterin und Essayistin, veröffentlichte im Laufe ihrer literarischen Karriere zwei Sammlungen zu irischer Folklore, Ancient Legends, Mystic Charms and Superstitions of Ireland (1888) und Ancient Cures, Charms and Usages of Ireland (1890). Andere Kritiker haben die Ähnlichkeit zwischen Wildes Märchen und den Erzählungen einiger von Wildes viktorianischen Zeitgenossen herausgearbeitet, darunter John Ruskin, William Makepeace Thackeray, Frances Browne und George MacDonald.

## Rezeption
Die erste Auflage von A House of Pomegranates war aufwendig gestaltet, mit einer grünen Leinenbindung und mit vergoldeten Motiven auf dem Einband von Charles Shannon, der auch die Einbände für Wildes spätere Dramen entwerfen sollte. Die Illustrationen innerhalb des Buches wurden von Charles Ricketts gestaltet. Insgesamt war das Buch mit seiner hochwertigen, kostspieligen Aufmachung und seinem für damalige Verhältnisse hohen Preis von 1 Pfund für den Liebhabermarkt gedacht. Der Druck der Illustrationen innerhalb des Bandes jedoch war technisch missglückt, was die Attraktivität der Bände deutlich reduzierte und dazu führte, dass die Auflage sich schlecht verkaufte.
Kritiker bemängelten die Qualität der Illustrationen, aber auch den Text. So fragte ein anonymer Kritiker im Saturday Review vom 6. Februar 1892, ob die Märchen Wildes als Provokation für bourgeois au front glabre (dt. etwa „gedankenlose Philister“) gedacht seien. Kritiker vermerkten jedoch auch positiv, dass Wilde das Genre des Märchens aufgreift und kunstvoll weiterentwickelte, so wurden Vergleiche zu den Märchen von Marie-Catherine d’Aulnoy und Hans Christian Andersen gezogen. Wildes Intention, Märchen für Erwachsene zu schreiben, widersprach allerdings der vorherrschenden Meinung in Großbritannien, dass Märchen für Kinder gedacht seien, und so wurde A House of Pomegranates mit seiner Zielgruppe eines erwachsenen Kennerpublikums irritiert zur Kenntnis genommen. Insgesamt wurde A House of Pomegranates weniger positiv bewertet als sein Vorgänger, die Märchensammlung The Happy Prince and Other Tales, und beide Märchensammlungen trafen auf verhaltene und ambivalente Kritik.
Die heutige Literaturkritik würdigt Wildes A House of Pomegranates als Weiterentwicklung des Kunstmärchens und erkennt Wildes Bemühen an, das Märchen aus der Nische der Kinderliteratur herauszuholen. Emily Labran schreibt 2010 in der Klassiker-Kolumne der Zeitung The Guardian, dass Wildes Märchen, The Happy Prince and Other Tales und A House of Pomegranates, auch heute noch häufig als Märchen für Kinder rezipiert würden, sie aufgrund ihrer pessimistischen Grundhaltung aber kaum für Kinder geeignet seien. Labran lobt den bezaubernden dichterischen Stil der Märchen und reklamiert, dass sie niemand wohl lesen könne, ohne bewegt zu sein. The Poetry Foundation bedauert es, dass Wildes Märchen weniger Aufmerksamkeit erhalten, als sie es eigentlich verdienten, und nennt einige der Märchen, darunter The Fisherman and His Soul, kleine Meisterwerke der Prosa.
Oscar Wildes Märchen sind seit ihrer Erstveröffentlichung immer wieder neu aufgelegt worden, entweder als Einzelausgaben oder als Teil von Wildes Gesamtwerk. Wildes A House of Pomegranates wurde aus dem Englischen auch in andere Sprachen übersetzt, darunter ins Deutsche, Französische und Spanische. Einige der Märchen wurden für Bühne oder Film adaptiert, z. B. wurde Der Geburtstag der Infantin von Alexander von Zemlinsky als einaktige Oper Der Zwerg 1922 vertont. Das Sternenkind wurde in der Sowjetunion unter dem Titel Сказка о Звёздном мальчике 1983 von Leonid Nechayev verfilmt.

### Englische Textausgaben
- Oscar Wilde: A House of Pomegranates. Osgood McIlvaine, London 1891. (englische Erstausgabe)
- Oscar Wilde: Collins Complete Works of Oscar Wilde. HarperCollins, Glasgow 2003, ISBN 0-00-714435-0. (moderne englische Gesamtausgabe des Werks Wildes)
- Oscar Wilde: The Short Fiction, herausgegeben von Ian Small. Oxford University Press, Oxford 2017, ISBN 978-0-19-811959-3. (moderne Ausgabe der Erzählungen und Märchen)

### Deutsche Übersetzungen
- Oscar Wilde: Märchen und Erzählungen. Bücher der Weltliteratur, Band 6. Aus dem Englischen übersetzt von Gertrud Liebl-Willimann. Haldimann, Basel 1945. (ältere Übersetzung ins Deutsche)
- Oscar Wilde: Erzählungen und Märchen. Verlag F. Englisch, Wiesbaden 1976.
- Oscar Wilde: Märchen: Der Glückliche Prinz, Ein Granatapfelhaus. Aus dem Englischen übersetzt von Susanne Luber. Haffmans, Zürich 2000, ISBN 3-251-20313-4. (Neuübersetzung)

### Sekundärliteratur
- Jarlath Killeen: The Fairy Tales of Oscar Wilde. Ashgate, Aldershot 2007, ISBN 0-7546-5813-9.
- Anne Markey: Oscar Wilde's Fairy Tales: Origins and Contexts. Irish Academic Press, Dublin 2011, ISBN 978-0-7165-3120-3.